# Nekrolog 2. Quartal 1959
Nekrolog
◄◄
| ◄
| 1955
| 1956
| 1957
| 1958
| 1959 | 1960 | 1961 | 1962 | 1963 | ► | ►►
1. Quartal |
2. Quartal |
3. Quartal |
4. Quartal 1959
Weitere Ereignisse | Allgemeiner Nekrolog 1959
Die Beschreibung der verstorbenen Person sollte so kurz wie möglich gehalten sein und nur deren signifikante Tätigkeit(en) enthalten.
Neue Namen ggf. auch unter dem Geburts- und Sterbedatum, also etwa unter 1. Januar und im Geburts- und Sterbejahr (2024) eintragen (nur bei entsprechender großer Wichtigkeit). Für Beispiele siehe die schon vorhandenen Artikel.
Außerdem über die fünf zuletzt Verstorbenen, zu denen es einen ausreichend guten Artikel für eine Präsentation auf der Hauptseite gibt, nach der todesbedingten Überarbeitung der Artikel ggf. auch unter Wikipedia Diskussion:Hauptseite informieren und sie am besten auch in den anderen Wikipedia-Sprachversionen eintragen. Tipp: Regelmäßig bei news.google.de nach „ist tot“, „gestorben“ oder „verstorben“ suchen.
Wenn eine Person gestorben ist, gibt es viele Seiten zu dieser Person in der Wikipedia, die davon auch betroffen sind und entsprechend aktualisiert werden müssen. Beispiele: Namenübersichtsseite, Geburtsjahr, Geburtsort-Seiten und viele mehr.
Wie finde ich die betroffenen Seiten?
Im Suchfeld auf der linken Seite gibt man den Suchbegriff so ein: „Vorname Nachname“. Dann klickt man auf Volltext und alle Seiten mit entsprechendem Suchtext werden aufgerufen. Hier sieht man dann schnell, wo auch das Todesjahr Sinn macht oder sogar ein Teil des Artikels angepasst werden muss. Auch hilft das „Werkzeug“ auf der linken Seite sehr gut, um solche Seiten aufzufinden: „Links auf diese Seite“. Somit ist die Wikipedia wieder aktuell in allen Bereichen! Hinweis: bei Eintragung der Kategorie „Gestorben JAHR“ wird der Missbrauchsfilter 49 ausgelöst, was jedoch nicht schlimm ist. Siehe: Spezial:Missbrauchsfilter/49
Dies ist eine Liste von im zweiten Quartal 1959 verstorbenen bekannten Persönlichkeiten. Die Einträge erfolgen innerhalb der einzelnen Daten alphabetisch sortiert. Tiere sind im Nekrolog für Tiere zu finden.

## April
| Tag       | Name                                                   | Beruf, bekannt als                                                                        | Alter | Beleg |
| --------- | ------------------------------------------------------ | ----------------------------------------------------------------------------------------- | ----- | ----- |
| 1. April  | Fritz Ahrberg                                          | deutscher Unternehmer                                                                     | 92    |       |
| 1. April  | Lucia Dunham                                           | US-amerikanische Sängerin und Gesangspädagogin                                            |       |       |
| 1. April  | Franz Gallent                                          | österreichischer Politiker (SDAPDÖ), Landtagsabgeordneter                                 | 81    |       |
| 1. April  | Oskar Karich                                           | Böttchermeister, Unternehmer und Heimatschriftsteller im sächsischen Muldental bei Grimma | 63    |       |
| 1. April  | Rudolf Kassner                                         | Schriftsteller, Essayist, Übersetzer, Kulturphilosoph                                     | 85    |       |
| 1. April  | Duke R. Lee                                            | US-amerikanischer Filmschauspieler                                                        | 77    |       |
| 2. April  | Benjamin Christensen                                   | dänischer Filmregisseur                                                                   | 79    |       |
| 2. April  | Walter Sonntag                                         | deutscher Politiker, MdA                                                                  | 59    |       |
| 2. April  | Kurt Traenckner                                        | deutscher Ingenieur und Manager der Energiewirtschaft                                     | 57    |       |
| 2. April  | Mykolaj Tscharnezkyj                                   | ukrainischer Bischof, Märtyrer, Seliger                                                   | 74    |       |
| 3. April  | Patrick F. Baxter                                      | irischer Politiker                                                                        | 67    |       |
| 3. April  | Walter Fischer                                         | deutscher Fußballspieler                                                                  | 70    |       |
| 3. April  | Ludwig Nürnberger                                      | deutscher Frauenarzt, Geburtshelfer sowie Hochschullehrer                                 | 74    |       |
| 4. April  | Paul Bornefeld                                         | deutscher Fußballspieler                                                                  | 51    |       |
| 4. April  | Florence Goodenough                                    | US-amerikanische Psychologin                                                              | 72    |       |
| 4. April  | Benjamín Lacayo Sacasa                                 | Präsident von Nicaragua (26. Mai – 15. August 1947)                                       | 65    |       |
| 4. April  | Georges Mouveau                                        | französischer Kritiker, Maler und Bühnenbildner                                           |       |       |
| 4. April  | Otto Riedrich                                          | deutscher Schriftsteller                                                                  | 77    |       |
| 4. April  | Rudolf Zieseniss                                       | deutscher Bildhauer und Maler                                                             | 75    |       |
| 6. April  | Anton Diel                                             | deutscher Politiker, MdB                                                                  | 61    |       |
| 6. April  | Maximilian Egon zu Fürstenberg                         | deutscher Adliger                                                                         | 63    |       |
| 6. April  | Rosalind Ivan                                          | britische Film- und Theaterschauspielerin                                                 | 78    |       |
| 6. April  | Wladislaus von Mieczkowski                             | polnischer Jurist, Bankier und Politiker, MdR                                             | 82    |       |
| 6. April  | Peter Schlütter                                        | dänischer Segler                                                                          | 65    |       |
| 6. April  | Hermann von Stutterheim                                | deutscher Jurist und Ministerialbeamter                                                   | 71    |       |
| 7. April  | Wayman Elbridge Adams                                  | US-amerikanischer Porträt- und Genremaler                                                 | 75    |       |
| 7. April  | Josef Joham                                            | österreichischer Bankfachmann                                                             | 70    |       |
| 7. April  | Maria Ney                                              | deutsche Kabarettistin                                                                    | 68    |       |
| 7. April  | Emy Rogge                                              | deutsche Malerin und Radiererin                                                           | 92    |       |
| 8. April  | Dubbie Bowie                                           | kanadischer Eishockeyspieler und -schiedsrichter                                          | 78    |       |
| 8. April  | Gustave Charlier                                       | belgischer Romanist und Literaturwissenschaftler                                          | 73    |       |
| 8. April  | Hans Christoffel                                       | Schweizer Psychiater und Psychoanalytiker                                                 | 70    |       |
| 8. April  | Mario de Bernardi                                      | italienischer Jagdflieger im Ersten Weltkrieg, Testpilot                                  | 65    |       |
| 8. April  | Hugo Eberhardt                                         | deutscher Architekt und Hochschullehrer                                                   | 84    |       |
| 8. April  | Hans Gruß                                              | deutscher Theaterdirektor                                                                 | 76    |       |
| 8. April  | Marius Macrionitis                                     | griechischer Ordensgeistlicher, römisch-katholischer Erzbischof von Athen                 | 45    |       |
| 8. April  | Takahama Kyoshi                                        | japanischer Dichter und Schriftsteller der Meiji-, Taishō- und Shōwa-Zeit                 | 85    |       |
| 8. April  | Jonathan Zenneck                                       | deutscher Physiker, Funkpionier und Erfinder                                              | 87    |       |
| 9. April  | George Amick                                           | US-amerikanischer Automobilrennfahrer                                                     | 34    |       |
| 9. April  | Charles Borel-Clerc                                    | französischer Komponist                                                                   | 79    |       |
| 9. April  | Gerhart Feine                                          | deutscher Diplomat                                                                        | 64    |       |
| 9. April  | Hans Koch                                              | deutscher Theologe, Osteuropahistoriker und Offizier des Nachrichtendienstes              | 64    |       |
| 9. April  | Henri-Pierre Roché                                     | französischer Schriftsteller und Kunstsammler                                             | 79    |       |
| 9. April  | David Wilson                                           | schottischer Fußballspieler und -trainer                                                  | 74    |       |
| 9. April  | Frank Lloyd Wright                                     | US-amerikanischer Architekt                                                               | 91    |       |
| 10. April | John Peter Barnes                                      | US-amerikanischer Jurist                                                                  | 78    |       |
| 10. April | Amice Calverley                                        | britische Malerin und Kopistin im Tempel Sethos I von Abydos                              | 63    |       |
| 10. April | Jan Černý                                              | tschechoslowakischer Politiker                                                            | 85    |       |
| 10. April | Julien Dufieux                                         | französischer General                                                                     | 85    |       |
| 10. April | Theodor Hirn                                           | deutscher Politiker                                                                       | 79    |       |
| 10. April | Ira Morgan                                             | US-amerikanischer Kameramann                                                              | 70    |       |
| 10. April | Harald Schering                                        | deutscher Physiker, Erfinder der Scheringbrücke                                           | 78    |       |
| 11. April | Elise Dosenheimer                                      | deutsche Germanistin, Publizistin und Frauenrechtlerin                                    | 90    |       |
| 11. April | Bronius Pundzius                                       | litauisch-russischer Bildhauer und Hochschullehrer                                        | 51    |       |
| 12. April | Franz Xaver Buchner                                    | deutscher katholischer Kirchenhistoriker                                                  | 86    |       |
| 12. April | James Gleason                                          | US-amerikanischer Schauspieler, Dramatiker und Drehbuchautor                              | 76    |       |
| 12. April | Hugo Hertwig                                           | deutscher Schriftsteller und Lebensreformer                                               | 68    |       |
| 12. April | Willy Lauwers                                          | belgischerRadrennfahrer                                                                   | 22    |       |
| 12. April | Ernest Willem Mulder                                   | niederländischer Komponist und Musikpädagoge                                              | 60    |       |
| 12. April | Fritz Niebel                                           | deutscher Architekt                                                                       | 86    |       |
| 12. April | Grete Teege                                            | deutsche Politikerin, MdL                                                                 | 65    |       |
| 13. April | Paul Babendererde                                      | deutscher Buchhändler und Antiquar                                                        | 75    |       |
| 13. April | Eduard van Beinum                                      | niederländischer Dirigent                                                                 | 58    |       |
| 13. April | Hellmuth Bethe                                         | deutscher Kunsthistoriker                                                                 | 57    |       |
| 13. April | Curt Elwenspoek                                        | deutscher Regisseur, Schauspieler und Schriftsteller                                      | 74    |       |
| 13. April | Helfried Grope                                         | deutscher Politiker (NDPD)                                                                | 45    |       |
| 13. April | Karl Wilhelm Meissner                                  | deutsch-US-amerikanischer Physiker                                                        | 67    |       |
| 13. April | Friedrich Nowack                                       | deutscher Politiker, MdR, MdB                                                             | 68    |       |
| 13. April | Iivar Väänänen                                         | finnischer Sportschütze                                                                   | 71    |       |
| 14. April | Bernhard Bielenstein                                   | deutschbaltischer Architekt                                                               | 81    |       |
| 14. April | Karl Etlinger                                          | österreichischer Politiker (CS, ÖVP), Landtagsabgeordneter, Mitglied des Bundesrates      | 63    |       |
| 14. April | Julien Josephson                                       | US-amerikanischer Drehbuchautor                                                           | 77    |       |
| 14. April | Artur Schöneburg                                       | deutscher Politiker (SPD/SED)                                                             | 54    |       |
| 14. April | Otto Schwab                                            | deutscher Ingenieur, Studentenfunktionär und Experte für Wehrwissenschaften               | 69    |       |
| 14. April | Leonard James Spencer                                  | britischer Mineraloge                                                                     | 88    |       |
| 15. April | Ole Bjerke                                             | norwegischer Sportschütze                                                                 | 78    |       |
| 15. April | Friedrich Greiner                                      | deutscher Verwaltungsjurist                                                               | 75    |       |
| 15. April | Friedrich Trost der Jüngere                            | deutscher Landschafts- und Architekturmaler sowie Kunsterzieher                           | 80    |       |
| 16. April | Louis Alibert                                          | französischer Romanist und Okzitanist                                                     | 74    |       |
| 16. April | Charles Halton                                         | US-amerikanischer Film- und Theaterschauspieler                                           | 83    |       |
| 16. April | Traugott Meyer                                         | Schweizer Dichter und Schriftsteller                                                      | 63    |       |
| 16. April | Friedrich Nölle                                        | deutscher Politiker                                                                       | 88    |       |
| 16. April | Leopold Rothaug                                        | österreichischer Maler und Bühnenbildner                                                  | 90    |       |
| 16. April | Arnold Theopold                                        | deutscher Jurist und Staatsrat im Fürstentum Lippe                                        | 74    |       |
| 17. April | Arthur Cecil Alport                                    | südafrikanischer Mediziner                                                                | 79    |       |
| 17. April | Cecil Cunningham                                       | US-amerikanische Theater- und Filmschauspielerin                                          | 70    |       |
| 17. April | Kawaji Ryūkō                                           | japanischer Lyriker                                                                       | 70    |       |
| 17. April | Barbara Kemp                                           | deutsche Opernsängerin (Sopran) und Opernregisseurin                                      | 77    |       |
| 17. April | Fritz Rott                                             | deutscher Pädiater, Sozialmediziner und Hochschullehrer                                   | 81    |       |
| 18. April | Moisés Ferreira Coelho                                 | brasilianischer Geistlicher, römisch-katholischer Erzbischof von Paraíba                  | 82    |       |
| 18. April | Irving Cummings                                        | US-amerikanischer Schauspieler und Regisseur                                              | 70    |       |
| 18. April | Felipe Antonio Gallego Gorgojo                         | spanischer römisch-katholischer Ordensgeistlicher, Weihbischof in Santo Domingo           | 67    |       |
| 18. April | Werner von Pigage                                      | deutscher Maler                                                                           | 71    |       |
| 18. April | John Field-Richards                                    | britischer Olympiasieger im Motorbootfahren                                               | 80    |       |
| 18. April | Hans Hinselmann                                        | deutscher Gynäkologe                                                                      | 74    |       |
| 18. April | Wilhelm Nestle                                         | deutscher Altphilologe                                                                    | 94    |       |
| 19. April | Friedrich von Buch                                     | deutscher General                                                                         | 83    |       |
| 19. April | Heinrich Kneuer                                        | deutscher Verwaltungsjurist                                                               | 71    |       |
| 19. April | Gustav Kramer                                          | deutscher Biologe, Zoologe, Ornithologe, entdeckte den Sonnenkompass bei Vögeln           | 49    |       |
| 19. April | Hjalmar Kutzleb                                        | deutscher Schriftsteller und Pädagoge                                                     | 73    |       |
| 19. April | André Sorin                                            | französischer Ordensgeistlicher, römisch-katholischer Bischof                             | 55    |       |
| 19. April | Karl Wolter                                            | deutscher Fußballspieler                                                                  | 64    |       |
| 20. April | Paul van Asbroeck                                      | belgischer Sportschütze                                                                   | 84    |       |
| 20. April | Ulrich Bettac                                          | deutsch-österreichischer Schauspieler und Theaterregisseur                                | 61    |       |
| 20. April | Edward Johnson                                         | kanadischer Opernsänger (Tenor) und -direktor                                             | 80    |       |
| 20. April | Elisabeth von Knobelsdorff                             | erste deutsche Diplom-Ingenieurin der Architektur                                         | 81    |       |
| 20. April | Hans Schmidt                                           | deutscher Chemiker                                                                        | 73    |       |
| 20. April | Manolis Triantaphyllidis                               | griechischer Sprachwissenschaftler und Pädagoge                                           | 75    |       |
| 20. April | Erich Werdermann                                       | deutscher Botaniker                                                                       | 67    |       |
| 20. April | Arthur Willner                                         | englischer Komponist                                                                      | 78    |       |
| 21. April | Arthur Stanley Angwin                                  | englischer Funkpionier                                                                    | 75    |       |
| 21. April | Rudolf Fänner                                          | österreichischer Bildhauer                                                                | 79    |       |
| 21. April | John C. Kleczka                                        | US-amerikanischer Politiker                                                               | 73    |       |
| 21. April | Georg Lörner                                           | deutscher SS-Gruppenführer und Generalleutnant der Waffen-SS                              | 60    |       |
| 21. April | Wilhelm Mützelburg                                     | deutscher Jurist, Oberbürgermeister der Stadt Emden                                       | 81    |       |
| 22. April | Roger Bourcier                                         | französischer Automobilrennfahrer                                                         | 60    |       |
| 22. April | Heinrich Fleißner                                      | deutscher Politiker (SPD/USPD/SED) und Polizeipräsident                                   | 70    |       |
| 22. April | Eugen Maurer                                           | deutscher Politiker und Oberbürgermeister                                                 | 75    |       |
| 22. April | Richard Mondt                                          | deutscher Komponist und Dichter                                                           | 86    |       |
| 22. April | Theodor Scheidl                                        | österreichischer Bariton, Schwimmer, Hochspringer, Weitspringer und Diskuswerfer          | 78    |       |
| 22. April | Karl Schwarz                                           | deutscher Architekt                                                                       | 72    |       |
| 22. April | Friedrichfranz Stampe                                  | deutscher Schauspieler, Theaterregisseur und Intendant                                    | 62    |       |
| 23. April | Ernst Felle                                            | deutscher Ruderer                                                                         | 82    |       |
| 23. April | Edwin Ray Guthrie                                      | US-amerikanischer Psychologe und Professor                                                | 73    |       |
| 23. April | Egon Reinert                                           | deutscher Jurist und Politiker, MdL, Ministerpräsident des Saarlandes                     | 50    |       |
| 23. April | Edith Vane-Tempest-Stewart, Marchioness of Londonderry | britische Dame der Gesellschaft, Autorin, Herausgeberin, Gärtnerin und Suffragette        | 80    |       |
| 23. April | Bertha Thalheimer                                      | deutsche kommunistische Politikerin                                                       | 76    |       |
| 24. April | Broadus Farmer                                         | kanadischer Geiger und Musikpädagoge                                                      |       |       |
| 24. April | Magda Hoppstock-Huth                                   | deutsche Politikerin, MdHB                                                                | 77    |       |
| 24. April | Irma Klausner-Cronheim                                 | deutsche Ärztin, eine der ersten Frauen, die in Deutschland studierten                    | 85    |       |
| 24. April | David Mannes                                           | US-amerikanischer Geiger, Dirigent und Musikpädagoge                                      | 93    |       |
| 24. April | Carl Noack                                             | deutsch-sorbischer Maler                                                                  | 85    |       |
| 25. April | Ernst H. Richter                                       | deutscher Science-Fiction-Autor                                                           | 58    |       |
| 25. April | Sven-Erik Westerberg                                   | schwedischer Fußballspieler und -funktionär                                               | 34    |       |
| 26. April | Eugen Altschul                                         | deutscher Ökonom                                                                          | 72    |       |
| 26. April | Lucien Desvaux                                         | französischer Automobilrennfahrer                                                         | 64    |       |
| 26. April | Kurt Dittmar                                           | deutscher Generalleutnant im Zweiten Weltkrieg                                            | 68    |       |
| 26. April | Joseph Patrick Donahue                                 | US-amerikanischer Weihbischof in New York                                                 | 88    |       |
| 26. April | Franz Dörfel                                           | österreichischer Wirtschaftswissenschaftler                                               | 79    |       |
| 26. April | Jenny Fikentscher                                      | deutsche Malerin und Grafikerin                                                           | 89    |       |
| 26. April | Friedrich Klenke                                       | deutscher Gewerkschafter und Politiker                                                    | 76    |       |
| 26. April | Charles R. Mabey                                       | US-amerikanischer Politiker                                                               | 81    |       |
| 26. April | Albert Peyriguère                                      | französischer katholischer Priester und Einsiedler                                        | 75    |       |
| 26. April | Renée Schwarzenbach-Wille                              | Schweizer Fotografin                                                                      | 75    |       |
| 26. April | Ernst Wolgast                                          | deutscher Staatsrechtler und Hochschullehrer                                              | 70    |       |
| 27. April | Alfred Adolph                                          | deutscher KPD- und SED-Funktionär                                                         | 63    |       |
| 27. April | Wolfgang Benndorf                                      | österreichischer Bibliothekar                                                             | 57    |       |
| 27. April | Hans Bremer                                            | deutscher Maler und Grafiker                                                              | 74    |       |
| 27. April | Yngve Torgny Brilioth                                  | schwedischer lutherischer Theologe                                                        | 67    |       |
| 27. April | Gerard Debaets                                         | belgischer Radrennfahrer                                                                  | 60    |       |
| 27. April | Henryk Maria Fukier                                    | polnischer Kaufmann und letzte Nachkomme der Warschauer Fukier-Sippe                      |       |       |
| 27. April | William Fielding Ogburn                                | US-amerikanischer Soziologe                                                               | 72    |       |
| 27. April | Penjo Penew                                            | bulgarischer Schriftsteller                                                               | 28    |       |
| 27. April | Johann Reisinger                                       | österreichischer Landtagsabgeordneter im Burgenland                                       | 69    |       |
| 28. April | Peter Paul Brauer                                      | deutscher Filmproduzent und Filmregisseur                                                 | 59    |       |
| 28. April | Willy Donau                                            | deutscher Gewerkschafter und Sozialpolitiker                                              | 73    |       |
| 28. April | Béla Fogarasi                                          | ungarischer Philosoph                                                                     | 67    |       |
| 28. April | Franz Grell                                            | deutscher Drogist, Autor und Politiker                                                    | 77    |       |
| 28. April | Franz Koch                                             | deutscher Kameramann                                                                      | 60    |       |
| 28. April | James G. Polk                                          | US-amerikanischer Politiker                                                               | 62    |       |
| 29. April | Kenneth Arthur Noel Anderson                           | britischer General und Gouverneur                                                         | 67    |       |
| 29. April | Joaquín Blume                                          | spanischer Turner                                                                         | 25    |       |
| 29. April | Wilhelm Viktor Krausz                                  | österreichischer Maler                                                                    | 81    |       |
| 29. April | Alfred Lind                                            | dänischer Kameramann, Drehbuchautor und Regisseur                                         | 80    |       |
| 29. April | Heinrich Roiss                                         | österreichischer Bergsteiger                                                              | 31    |       |
| 29. April | Thayaht                                                | italienischer Maler und Bildhauer                                                         | 65    |       |
| 29. April | Martha Wittwer-Gelpke                                  | Schweizer Malerin, Autorin und Dichterin                                                  | 84    |       |
| 30. April | Armand Marsick                                         | belgischer Violinist und Komponist                                                        | 81    |       |
| 30. April | Nagai Kafū                                             | japanischer Schriftsteller                                                                | 79    |       |
| 30. April | Edouard Ranaivo                                        | madagassischer römisch-katholischer Geistlicher, Bischof von Miarinarivo                  | 64    |       |
| 30. April | Gustave Warlouzet                                      | französischer Turner                                                                      | 74    |       |
| April     | Robert Pierce Casey                                    | US-amerikanischer Kirchenhistoriker                                                       | 61    |       |
| April     | Karl Kindt                                             | deutscher Philosoph, evangelischer Theologe und Pädagoge                                  | 58    |       |

## Mai
| Tag     | Name                                 | Beruf, bekannt als                                                                              | Alter | Beleg |
| ------- | ------------------------------------ | ----------------------------------------------------------------------------------------------- | ----- | ----- |
| 1. Mai  | Hildegard Kornhardt                  | deutsche Klassische Philologin                                                                  | 49    |       |
| 1. Mai  | Karl Matull                          | deutscher Politiker, MdL                                                                        | 60    |       |
| 2. Mai  | Gustav Deiters                       | deutscher Unternehmer                                                                           | 84    |       |
| 2. Mai  | Ludwig Klein                         | österreichisches Mitglied des Bundesrates                                                       | 58    |       |
| 3. Mai  | Renato Birolli                       | italienischer Maler                                                                             | 53    |       |
| 3. Mai  | Rupert Egenberger                    | deutscher Sonderpädagoge                                                                        | 81    |       |
| 3. Mai  | Heinz Mansfeld                       | deutscher Kunstwissenschaftler und Denkmalpfleger                                               | 59    |       |
| 3. Mai  | Georg Seeler                         | deutscher Politiker (SPD), MdL                                                                  | 63    |       |
| 4. Mai  | Alfred Agache                        | französischer Architekt und Stadtplaner                                                         | 84    |       |
| 4. Mai  | Henri Berssenbrugge                  | niederländischer Fotograf                                                                       | 85    |       |
| 4. Mai  | Georges Grente                       | Bischof von Le Mans und Kardinal                                                                | 87    |       |
| 4. Mai  | Peter Janser                         | deutscher Steyler Missionar, Apostolischer Präfekt von Indore, Indien                           | 80    |       |
| 4. Mai  | Gustav Peters                        | österreichisch-böhmischer Politiker und Publizist                                               | 74    |       |
| 4. Mai  | Hermann Tempel                       | sächsischer Abgeordneter                                                                        | 80    |       |
| 5. Mai  | Wilhelm von Dommes                   | deutscher Generalleutnant, Generalbevollmächtigter des preußischen Königshauses                 | 91    |       |
| 5. Mai  | Karl Giebel                          | deutscher Opernsänger                                                                           | 60    |       |
| 5. Mai  | Anton Hafferl                        | österreichischer Anatom und Hochschullehrer                                                     | 73    |       |
| 5. Mai  | Carlos Saavedra Lamas                | argentinischer Politiker                                                                        | 80    |       |
| 5. Mai  | Hal McIntyre                         | US-amerikanischer Jazzmusiker und Bigband-Leader                                                | 44    |       |
| 5. Mai  | Sidqi Ruhulla                        | aserbaidschanisch-sowjetischer Schauspieler und Theaterregisseur                                | 73    |       |
| 5. Mai  | Franz Staud                          | österreichischer Bildhauer                                                                      | 53    |       |
| 5. Mai  | Carl-Johan Sundström                 | finnischer Diplomat und Politiker, Mitglied des Reichstags                                      | 56    |       |
| 6. Mai  | Werner Haustein                      | deutscher Jurist und Eisenbahnbeamter                                                           | 64    |       |
| 6. Mai  | Stefan Hofer                         | österreichischer Romanist                                                                       | 70    |       |
| 6. Mai  | Adolf Lindfors                       | finnischer Ringer                                                                               | 80    |       |
| 6. Mai  | Ragnar Nurkse                        | estnischer Wirtschaftswissenschaftler                                                           | 51    |       |
| 6. Mai  | Karl Richter                         | deutscher Maler, Künstler, Preisträger                                                          | 32    |       |
| 6. Mai  | Fernando Soledade                    | brasilianischer Sportschütze                                                                    | 80    |       |
| 7. Mai  | Franz Hadriga                        | österreichischer Politiker (ÖVP), Mitglied des Bundesrates                                      | 67    |       |
| 7. Mai  | Elis Wilhelm Håstad                  | schwedischer Politikwissenschaftler und Politiker                                               | 59    |       |
| 7. Mai  | Samuel Hoare, 1. Viscount Templewood | britischer Politiker, Mitglied des House of Commons, Minister                                   | 79    |       |
| 7. Mai  | Crisanto Luque Sánchez               | kolumbianischer Geistlicher, Erzbischof von Bogotá und Kardinal der römisch-katholischen Kirche | 70    |       |
| 7. Mai  | Otto Pfister                         | Schweizer Architekt                                                                             | 78    |       |
| 07. Mai | Vilmos Pál Tomcsányi                 | ungarischer Jurist, Politiker und Minister                                                      | 79    |       |
| 8. Mai  | Renato Caccioppoli                   | italienischer Mathematiker                                                                      | 55    |       |
| 8. Mai  | Erich Hoffmann                       | deutscher Dermatologe und Immunologe                                                            | 91    |       |
| 8. Mai  | Donald A. Quarles                    | US-amerikanischer Politiker                                                                     | 64    |       |
| 8. Mai  | Ludwig Ullmann                       | austroamerikanischer Journalist                                                                 | 72    |       |
| 9. Mai  | André Roder                          | österreichischer Bildhauer                                                                      | 58    |       |
| 10. Mai | Paul Altheer                         | Schweizer Schriftsteller                                                                        | 71    |       |
| 10. Mai | Rosa Guttenberg                      | österreichische Malerin und Restauratorin                                                       | 80    |       |
| 10. Mai | Taco Hajo van den Honert             | niederländischer Botaniker                                                                      | 59    |       |
| 10. Mai | Leslie Knighton                      | englischer Fußballtrainer                                                                       | 75    |       |
| 10. Mai | Elsa Matz                            | deutsche Pädagogin und Politikerin (DVP), MdR                                                   | 78    |       |
| 10. Mai | Reidar Otto                          | norwegischer Theaterregisseur                                                                   | 68    |       |
| 10. Mai | Michael Poeschke                     | deutscher Kommunalpolitiker, Oberbürgermeister von Erlangen (1948–1959)                         | 58    |       |
| 10. Mai | Alfred Russel                        | Landrat des Kreises Steinfurt (1919–1929)                                                       | 76    |       |
| 10. Mai | Re’uwen Schiloach                    | israelischer Agent, Direktor des Nachrichtendienstes Mossad                                     | 49    |       |
| 10. Mai | Albert Thévenon                      | französischer Wasserballspieler                                                                 | 57    |       |
| 11. Mai | Marcella Albani                      | italienische Schauspielerin und Autorin                                                         | 59    |       |
| 11. Mai | Gene Havlick                         | US-amerikanischer Filmeditor                                                                    | 65    |       |
| 11. Mai | Arvid Spångberg                      | schwedischer Wasserspringer                                                                     | 69    |       |
| 11. Mai | Alfred Straßer                       | deutscher Staatsbeamter und Kommunalpolitiker (NSDAP, Bayernpartei)                             | 72    |       |
| 11. Mai | Josef Wesenauer                      | österreichischer Politiker (SPÖ), Landtagsabgeordneter                                          | 87    |       |
| 12. Mai | Richmunda Herrnreither               | Äbtissin des Klosters Waldsassen                                                                | 90    |       |
| 12. Mai | Benjamin H. Unruh                    | russlanddeutscher Mennonitenvertreter                                                           | 77    |       |
| 12. Mai | Ludwig Walker                        | Schweizer Politiker (KVP)                                                                       | 79    |       |
| 13. Mai | Johann Böhm                          | österreichischer Gewerkschaftsfunktionär und Politiker (SPÖ)                                    | 73    |       |
| 13. Mai | Konstantin Michailowitsch Bykow      | russischer bzw. sowjetischer Physiologe                                                         | 73    |       |
| 13. Mai | Johannes Koppe                       | deutscher Architekt                                                                             | 75    |       |
| 13. Mai | Mechthildis Thein                    | deutsche Schauspielerin der Stummfilmzeit                                                       |       |       |
| 14. Mai | Sidney Bechet                        | US-amerikanischer Sopransaxophonist und Klarinettist                                            | 62    |       |
| 14. Mai | Jesse Goldstein                      | US-amerikanischer Drehbuchautor und Lehrer                                                      | 43    |       |
| 14. Mai | Marie Knittelfelder                  | österreichische Schriftstellerin                                                                | 73    |       |
| 14. Mai | Maria Antonia von Portugal           | Infantin von Portugal                                                                           | 96    |       |
| 14. Mai | Athanasios Vouros                    | griechischer Fechter                                                                            |       |       |
| 14. Mai | Adolf Wallichs                       | deutscher Hochschullehrer für Werkzeugmaschinen und Rektor der RWTH Aachen                      | 89    |       |
| 15. Mai | Maria Ducia                          | sozialdemokratische Politikerin und Mitbegründerin der Frauenbewegung in Tirol                  | 84    |       |
| 15. Mai | Alexander F. I. Forbes               | südafrikanischer Architekt und Amateurastronom schottischer Herkunft                            | 88    |       |
| 15. Mai | Jeanne de Flandreysy                 | französische Schriftstellerin                                                                   | 84    |       |
| 15. Mai | Fritz Heusgen                        | deutscher Politiker und Oberbürgermeister                                                       | 78    |       |
| 15. Mai | Petros P. Kalonaros                  | griechischer Historiker, Volkskundler und Photograph                                            |       |       |
| 15. Mai | Clarence J. McLeod                   | US-amerikanischer Politiker                                                                     | 63    |       |
| 15. Mai | Max d’Ollone                         | französischer Komponist                                                                         | 83    |       |
| 16. Mai | Erwin Barth                          | deutscher Graveur, Redakteur und Polizeipräsident von Hannover                                  | 75    |       |
| 16. Mai | Albrecht Viktor Blum                 | österreichischer Filmregisseur, Filmeditor, Schauspieler und Theaterregisseur                   |       |       |
| 16. Mai | Richard Duschek                      | deutscher Maler und Illustrator                                                                 | 74    |       |
| 16. Mai | Friedrich Grimm                      | deutscher Jurist, Politiker (NSDAP), MdR und Holocaustleugner                                   | 70    |       |
| 16. Mai | Elisha Scott                         | nordirischer Fußballtorhüter und -trainer                                                       | 65    |       |
| 16. Mai | William Hammond Wright               | US-amerikanischer Astronom                                                                      | 87    |       |
| 17. Mai | Carola Barth                         | deutsche Oberstudiendirektorin und Theologin                                                    | 79    |       |
| 17. Mai | Robert Barth                         | deutscher Jurist                                                                                | 72    |       |
| 17. Mai | Stanko Karaman                       | jugoslawischer Biologe und Zoologe                                                              | 69    |       |
| 17. Mai | Maria Rasch                          | deutsche Malerin                                                                                | 61    |       |
| 17. Mai | George Albert Smith                  | britischer Filmpionier                                                                          | 95    |       |
| 17. Mai | Judite Teixeira                      | portugiesische Dichterin und Schriftstellerin                                                   | 79    |       |
| 17. Mai | Douglas Turner                       | US-amerikanischer Tennisspieler                                                                 | 75    |       |
| 17. Mai | Jerry Unser                          | US-amerikanischer Automobilrennfahrer                                                           | 26    |       |
| 17. Mai | James L. Whitley                     | US-amerikanischer Politiker                                                                     | 86    |       |
| 18. Mai | William Bradford                     | US-amerikanischer Kameramann                                                                    | 53    |       |
| 18. Mai | Apsley Cherry-Garrard                | britischer Polarforscher                                                                        | 73    |       |
| 18. Mai | Wolfgang Dohnberg                    | deutscher Schauspieler und Theaterregisseur                                                     | 60    |       |
| 18. Mai | Enrique Guaita                       | argentinisch-italienischer Fußballspieler                                                       | 48    |       |
| 19. Mai | Murray Carleton                      | US-amerikanischer Golfer                                                                        | 74    |       |
| 19. Mai | Bob Cortner                          | US-amerikanischer Automobilrennfahrer                                                           | 32    |       |
| 19. Mai | Friedrich Funder                     | Herausgeber der Wiener Tageszeitung Reichspost                                                  | 86    |       |
| 19. Mai | Margarete Teschemacher               | deutsche Opernsängerin (Sopran)                                                                 | 56    |       |
| 20. Mai | Cyrillus Johansson                   | schwedischer Architekt                                                                          | 74    |       |
| 20. Mai | Georg Joos                           | deutscher Physiker                                                                              | 64    |       |
| 20. Mai | Otto Kunz                            | deutscher Fabrikant feuerfester Erzeugnisse                                                     | 87    |       |
| 20. Mai | Alfred Schütz                        | österreichischer Soziologe und Philosoph                                                        | 60    |       |
| 20. Mai | Rudolf Wagner                        | österreichischer Violinist und Musikpädagoge                                                    | 75    |       |
| 20. Mai | Irakli Zereteli                      | russischer Jurist und Menschewik                                                                | 77    |       |
| 20. Mai | Michael Zieglmeier                   | Oberbergdirektor                                                                                | 84    |       |
| 21. Mai | Ilse Abel                            | deutsche Schauspielerin                                                                         | 49    |       |
| 21. Mai | Hans Koopmann                        | deutscher Mediziner und Hochschullehrer                                                         | 73    |       |
| 21. Mai | Johannes Nepomuk Remiger             | letzter deutscher Weihbischof in Prag                                                           | 80    |       |
| 22. Mai | Oktavia Aigner-Rollett               | österreichische Ärztin                                                                          | 81    |       |
| 22. Mai | Antonio Cámpolo                      | uruguayischer Fußballspieler                                                                    | 62    |       |
| 22. Mai | Arnold Emch                          | schweizerisch-US-amerikanischer Mathematiker                                                    | 88    |       |
| 22. Mai | Karl Kipp                            | deutscher Opernsänger                                                                           | 62    |       |
| 22. Mai | Carl Albert Loosli                   | Schweizer Schriftsteller und Journalist                                                         | 82    |       |
| 22. Mai | Henri Marchand                       | französischer Schauspieler                                                                      | 60    |       |
| 23. Mai | Wilhelm Kammeier                     | deutscher Chronologiekritiker                                                                   | 69    |       |
| 23. Mai | Peter Kast                           | deutscher Schriftsteller und Journalist                                                         | 64    |       |
| 23. Mai | Gottfried Neukam                     | deutscher Maler, Grafiker und Zeichner                                                          | 67    |       |
| 23. Mai | Eric Orbom                           | US-amerikanischer Artdirector und Szenenbildner                                                 | 43    |       |
| 24. Mai | John Foster Dulles                   | US-amerikanischer Politiker (Republikaner), Außenminister (1953–1959)                           | 71    |       |
| 24. Mai | Ville Kyrönen                        | finnischer Langstrecken- und Crossläufer                                                        | 68    |       |
| 24. Mai | Walter Raeke                         | deutscher Politiker (NSDAP), MdHB, MdR                                                          | 80    |       |
| 25. Mai | Karl Diederichs                      | deutscher Marineoffizier, zuletzt Kapitän zur See der Reserve der Kriegsmarine                  | 67    |       |
| 25. Mai | Ferdinand Frantz                     | deutscher Opernsänger (Bassbariton, ursprünglich Bass)                                          | 53    |       |
| 25. Mai | Philipp Kassel                       | Turner                                                                                          | 82    |       |
| 25. Mai | Kaj Ulrik Linderstrøm-Lang           | dänischer Biochemiker                                                                           | 62    |       |
| 25. Mai | Joseph Henry Tayler                  | US-amerikanischer Banker sowie Politiker (Republikanische Partei)                               | 100   |       |
| 25. Mai | Johann Baptist Umberg                | Schweizer Jesuit und Hochschullehrer                                                            | 84    |       |
| 26. Mai | Georg Graupe                         | deutscher Politiker, MdR                                                                        | 83    |       |
| 26. Mai | Ed Walsh                             | US-amerikanischer Baseballspieler und -trainer                                                  | 78    |       |
| 26. Mai | Jess Willard                         | US-amerikanischer Country-Musiker                                                               | 43    |       |
| 27. Mai | Hermann Lüdemann                     | deutscher Politiker, MdL                                                                        | 78    |       |
| 27. Mai | John Clinton Porter                  | US-amerikanischer Politiker                                                                     | 88    |       |
| 27. Mai | Joshua William Swartz                | US-amerikanischer Politiker                                                                     | 91    |       |
| 28. Mai | William J. Granfield                 | US-amerikanischer Politiker                                                                     | 69    |       |
| 28. Mai | Ludlow Griscom                       | US-amerikanischer Ornithologe und Botaniker                                                     | 68    |       |
| 28. Mai | Franz Krabbes                        | deutscher Parteifunktionär (NSDAP), Bürgermeister                                               | 52    |       |
| 28. Mai | Ambrose Lansing                      | US-amerikanischer Ägyptologe und Anthropologe                                                   | 67    |       |
| 28. Mai | Charles Pélissier                    | französischer Radrennfahrer                                                                     | 56    |       |
| 28. Mai | Bernhard Schmeidler                  | deutscher Mittelalterhistoriker und Diplomatiker                                                | 79    |       |
| 28. Mai | Simon Schöffel                       | deutscher evangelischer Theologe und Landesbischof Hamburg                                      | 78    |       |
| 28. Mai | Jan Stepa                            | polnischer Geistlicher, Bischof von Tarnów                                                      | 66    |       |
| 29. Mai | Hans Freund                          | deutsch-jüdischer Widerstandskämpfer Jurist und Politiker (SED), MdV                            | 57    |       |
| 29. Mai | Frank Marshall i King                | katalanischer klassischer Pianist, Komponist und Musikpädagoge                                  | 75    |       |
| 30. Mai | Hans Brass                           | deutscher Maler                                                                                 | 73    |       |
| 30. Mai | Carl Lange                           | deutscher Schriftsteller                                                                        | 74    |       |
| 30. Mai | Franz Miltenberger                   | deutscher Priester und Träger des Verdienstordens der Bundesrepublik Deutschland                | 91    |       |
| 30. Mai | Franz Moewus                         | deutscher Biologe                                                                               | 50    |       |
| 30. Mai | Gertraud Rostosky                    | deutsche Malerin                                                                                | 83    |       |
| 30. Mai | Martin Winkler                       | deutscher Politiker (CSU), MdL, Landrat                                                         | 74    |       |
| 31. Mai | Claes Berg                           | schwedischer Fußballspieler                                                                     | 72    |       |
| 31. Mai | Josef Meier                          | liechtensteinischer Politiker (FBP)                                                             | 57    |       |
| 31. Mai | Aldo Molinari                        | italienischer Journalist, Filmregisseur und Theaterleiter                                       | 73    |       |
| 31. Mai | Ede Zathureczky                      | ungarischer Violinvirtuose und Musikpädagoge                                                    | 55    |       |
| Mai     | Jacob Segall                         | deutscher Statistiker und Arzt                                                                  | 75    |       |

## Juni
| Tag      | Name                               | Beruf, bekannt als                                                                               | Alter | Beleg |
| -------- | ---------------------------------- | ------------------------------------------------------------------------------------------------ | ----- | ----- |
| 1. Juni  | Kurt Bader                         | deutscher Verwaltungsjurist, SS-Brigadeführer und Generalmajor der Polizei                       | 60    |       |
| 1. Juni  | Louis Berlinguette                 | kanadischer Eishockeyspieler und -trainer                                                        | 72    |       |
| 1. Juni  | Lyda Borelli                       | italienische Theater- und Filmschauspielerin                                                     | 75    |       |
| 1. Juni  | Curt Hoffmann                      | deutscher Botaniker                                                                              | 60    |       |
| 1. Juni  | Helmuth von Maltzahn               | deutscher Verwaltungsjurist und Gutsbesitzer                                                     | 88    |       |
| 1. Juni  | William Theodore Mulloy            | US-amerikanischer Geistlicher, Bischof von Covington                                             | 66    |       |
| 1. Juni  | Sax Rohmer                         | englischer Kriminalautor und Esoteriker                                                          | 76    |       |
| 1. Juni  | Walter von Stokar                  | deutscher Apotheker, Prähistoriker und Hochschullehrer an der Universität Köln                   | 57    |       |
| 1. Juni  | Alexander Iljitsch Tjumenew        | russischer Althistoriker                                                                         | 78    |       |
| 2. Juni  | August Ernst                       | Schweizer Bundesrichter                                                                          | 78    |       |
| 2. Juni  | Henry Rasmussen                    | deutscher Bootsbauer, Yachtkonstrukteur und Werftbesitzer                                        | 82    |       |
| 2. Juni  | Hermann Schafft                    | deutscher Theologe und Politiker                                                                 | 75    |       |
| 2. Juni  | Sergei Sergejewitsch Tschetwerikow | russisch-sowjetischer Entomologe, Genetiker und Evolutionsbiologe                                | 79    |       |
| 2. Juni  | James Zetek                        | US-amerikanischer Entomologe                                                                     | 72    |       |
| 3. Juni  | Edmund Beyenburg                   | deutscher Geologe                                                                                | 59    |       |
| 3. Juni  | Charlotte Freifrau von Hadeln      | deutsche Schriftstellerin und deutschnationale Frauenfunktionärin                                | 74    |       |
| 4. Juni  | Jimmy Grier                        | US-amerikanischer Jazzmusiker (Klarinette, Komposition) und Bandleader                           | 57    |       |
| 4. Juni  | Hijikata Yoshi                     | japanischer Theaterleiter                                                                        | 61    |       |
| 4. Juni  | Natori Wasaku                      | japanischer Unternehmer und Politiker                                                            | 87    |       |
| 4. Juni  | Hans Ræder                         | dänischer klassischer Philologe                                                                  | 89    |       |
| 4. Juni  | Paul Schempp                       | evangelisch-lutherischer Pastor, Religionslehrer und Theologieprofessor                          | 59    |       |
| 4. Juni  | Max Solbrig                        | deutscher Politiker (NSDAP), MdR, SA-Führer, stellvertretender Gauleiter                         | 69    |       |
| 4. Juni  | Charles Vidor                      | US-amerikanischer Regisseur                                                                      | 58    |       |
| 5. Juni  | George Dudley                      | US-amerikanischer Artdirector und Szenenbildner                                                  | 62    |       |
| 5. Juni  | Karl Honay                         | österreichischer Politiker (SPÖ), Landtagsabgeordneter, Mitglied des Bundesrates                 | 67    |       |
| 5. Juni  | Wolf Martini                       | deutscher Schauspieler, Hörspiel- und Synchronsprecher                                           | 48    |       |
| 05. Juni | Ragnar Svensson                    | schwedischer Segler                                                                              | 76    |       |
| 6. Juni  | Otto Bleibtreu                     | deutscher Jurist und Verwaltungsbeamter                                                          | 54    |       |
| 6. Juni  | Marie Bock                         | österreichische Politikerin (SDAP), Landtagsabgeordnete, Mitglied des Bundesrates                | 77    |       |
| 6. Juni  | Fritz von Graevenitz               | deutscher Maler, Bildhauer und Lehrer                                                            | 67    |       |
| 6. Juni  | Fritz Kögl                         | deutscher Chemiker und Universitätsprofessor                                                     | 61    |       |
| 6. Juni  | Lawrence Marrero                   | US-amerikanischer Musiker des Hot Jazz (Banjo, Gitarre, Basstrommel)                             | 58    |       |
| 6. Juni  | Heinrich Spliedt                   | deutscher Widerstandskämpfer gegen den Nationalsozialismus                                       | 49    |       |
| 7. Juni  | Otto Fischer                       | deutscher Wasserbauingenieur und Baubeamter                                                      | 58    |       |
| 7. Juni  | August Gallinger                   | deutscher Mediziner und Philosoph                                                                | 87    |       |
| 7. Juni  | Emília de Sousa Costa              | portugiesische Journalistin                                                                      | 81    |       |
| 7. Juni  | Petras Vaičiūnas                   | litauischer Dichter, Dramatiker und Übersetzer                                                   | 68    |       |
| 8. Juni  | Pietro Canonica                    | italienischer Komponist und Bildhauer                                                            | 90    |       |
| 8. Juni  | Eduard Castle                      | österreichischer Literaturhistoriker und Theaterwissenschaftler                                  | 83    |       |
| 8. Juni  | May Harrison                       | britische Violinistin                                                                            | 68    |       |
| 8. Juni  | Friedrich Husemann                 | deutscher anthroposophischer Arzt und Psychiater                                                 | 71    |       |
| 8. Juni  | Leslie Johnson                     | britischer Automobilrennfahrer                                                                   | 47    |       |
| 8. Juni  | Jean de La Varende                 | französischer Autor, Literaturkritiker und Maler                                                 | 72    |       |
| 8. Juni  | Friedrich Möhring                  | deutscher SA-Führer                                                                              | 70    |       |
| 8. Juni  | Ewald Gerhard Seeliger             | deutscher Autor                                                                                  | 81    |       |
| 8. Juni  | Hugo von Zeipel                    | schwedischer Astronom                                                                            | 86    |       |
| 9. Juni  | Michael Galitzen                   | US-amerikanischer Wasserspringer                                                                 | 49    |       |
| 9. Juni  | Johann Glaser                      | österreichischer Politiker (SPÖ), Landtagsabgeordneter im Burgenland                             | 75    |       |
| 9. Juni  | Otto Ludwig Haas-Heye              | deutscher Modeschöpfer und Hochschullehrer                                                       | 79    |       |
| 9. Juni  | Wilhelm Spohr                      | deutscher Schriftsteller, Herausgeber und Übersetzer                                             | 91    |       |
| 9. Juni  | Heinrich Karl Strohm               | deutscher Theaterintendant                                                                       | 64    |       |
| 9. Juni  | Adolf Windaus                      | deutscher Chemiker, Nobelpreis für Chemie 1928                                                   | 82    |       |
| 10. Juni | Witali Walentinowitsch Bianki      | russischer Kinderbuchautor                                                                       | 65    |       |
| 10. Juni | Henry P. Fletcher                  | US-amerikanischer Diplomat und Politiker                                                         | 86    |       |
| 10. Juni | Óscar González                     | chilenischer Fußballspieler                                                                      | 64    |       |
| 10. Juni | Hermann Terdenge                   | deutscher Diplomat                                                                               | 77    |       |
| 10. Juni | Bernhard Vogel                     | deutscher Politiker der CDU                                                                      | 77    |       |
| 11. Juni | Grantly Dick-Read                  | englischer Gynäkologe                                                                            | 69    |       |
| 12. Juni | Karl Elkart                        | deutscher Architekt, Stadtplaner, Baubeamter und Hochschullehrer                                 | 78    |       |
| 12. Juni | Fay Lanphier                       | US-amerikanische Miss America und Schauspielerin                                                 | 53    |       |
| 12. Juni | Walter C. Mycroft                  | britischer Journalist, Filmkritiker, Filmproduzent, Drehbuchautor und Filmregisseur              |       |       |
| 12. Juni | Decio Pavani                       | italienischer Turner                                                                             | 67    |       |
| 13. Juni | Arthur Harold Finch Drakeford      | australischer Politiker                                                                          | 55    |       |
| 13. Juni | Kristian Hansen                    | dänischer Turner                                                                                 | 60    |       |
| 13. Juni | Seán Lester                        | irischer Journalist, Politiker und Diplomat                                                      | 70    |       |
| 13. Juni | Dora Lux                           | deutsche Lehrerin                                                                                | 76    |       |
| 13. Juni | Georg Sporleder                    | deutscher Verwaltungsjurist, Oberbürgermeister von Herne                                         | 81    |       |
| 13. Juni | Norbert Stücker                    | österreichischer Bibliothekar                                                                    | 76    |       |
| 14. Juni | Wilhelm Gaßner                     | deutscher Politiker (CSU)                                                                        | 53    |       |
| 14. Juni | Franz Henkel                       | deutscher Politiker (DDP, FDP), MdL, Oberbürgermeister von Hannover                              | 77    |       |
| 14. Juni | Willem Holsboer                    | deutscher Schauspieler, Regisseur und Theaterintendant                                           | 53    |       |
| 14. Juni | Joe Stöckel                        | bayerischer Komiker, Autor und Filmproduzent                                                     | 64    |       |
| 14. Juni | Dierk Töbelmann                    | deutscher Steinsetzer und Politiker                                                              | 71    |       |
| 14. Juni | Franz Windhager                    | österreichischer Maler und Graphiker                                                             | 79    |       |
| 14. Juni | Max Wissner                        | deutscher Maler                                                                                  | 85    |       |
| 15. Juni | Walter Wiederhold                  | deutscher Unternehmer                                                                            | 73    |       |
| 16. Juni | Dmytro Klympusch                   | ukrainisch-sowjetischer Politiker und militärischer Führer                                       | 61    |       |
| 16. Juni | Ludwig Eisenschmid                 | deutscher Orgelbauer                                                                             | 79    |       |
| 16. Juni | Konrad Knudsen                     | norwegischer Maler, Journalist und Politiker, Mitglied des Storting                              | 68    |       |
| 16. Juni | Stefan Kraft                       | Verbandsfunktionär, Volkstums- und Wirtschaftspolitiker im Königreich Jugoslawien                | 74    |       |
| 16. Juni | George Reeves                      | US-amerikanischer Schauspieler                                                                   | 45    |       |
| 17. Juni | Joseph Barbara                     | italienisch-US-amerikanischer Mobster                                                            | 53    |       |
| 17. Juni | Abdul Muis                         | indonesischer Schriftsteller, Journalist und Unabhängigkeitskämpfer                              | 75    |       |
| 17. Juni | Melanie Webelhorst-Zimmermann      | Schweizer Schauspielerin und Synchronsprecherin                                                  | 63    |       |
| 17. Juni | Constantin von Weiß                | deutschbaltischer Offizier und kaiserlich-russischer Oberst                                      | 81    |       |
| 17. Juni | Gustav Weiss                       | deutscher Syndikus und Politiker (DP), MdBB                                                      | 58    |       |
| 18. Juni | Ethel Barrymore                    | US-amerikanische Schauspielerin                                                                  | 79    |       |
| 18. Juni | Albert Baur                        | deutscher Historienmaler, Landschaftsmaler, Tiermaler und Kriegsmaler der Düsseldorfer Schule    | 91    |       |
| 18. Juni | Max Bleicken                       | deutscher Politiker (DDP), MdHB und Bürgermeister von Cuxhaven                                   | 90    |       |
| 18. Juni | Vincenzo Cardarelli                | italienischer Journalist, Schriftsteller, Dichter                                                | 72    |       |
| 18. Juni | Hubert Erhard                      | deutscher Zoologe und Wissenschaftshistoriker                                                    | 76    |       |
| 18. Juni | Karl Forchheimer                   | österreichischer Ministerialbeamter                                                              | 78    |       |
| 18. Juni | Rolf Lie                           | norwegischer Turner                                                                              | 70    |       |
| 18. Juni | Walter Siara                       | deutscher Politiker, MdL                                                                         | 60    |       |
| 19. Juni | Bruno Fornaciari                   | italienischer Politiker und der erste faschistische Präfekt von Mailand                          | 77    |       |
| 19. Juni | Louis Kollros                      | Schweizer Mathematiker                                                                           | 81    |       |
| 19. Juni | Walter Trösch                      | Schweizer Druckereiunternehmer, Verleger und Politiker                                           | 83    |       |
| 20. Juni | Ashida Hitoshi                     | bürgerlicher japanischer Politiker und 1948 Premierminister Japans                               | 71    |       |
| 20. Juni | Ernst Back                         | deutscher Physiker                                                                               | 77    |       |
| 20. Juni | Karl Fritz Friedrich               | deutscher Maler und Grafiker                                                                     | 38    |       |
| 20. Juni | Arthur Heß                         | deutscher Politiker (NSDAP), MdR                                                                 | 67    |       |
| 20. Juni | Hermann Ziegenspeck                | deutscher Apotheker und Botaniker                                                                | 67    |       |
| 21. Juni | Fridtjof Backer-Grøndahl           | norwegischer Pianist und Komponist                                                               | 73    |       |
| 21. Juni | Béla Kovács                        | ungarischer kommunistischer Politiker                                                            | 51    |       |
| 21. Juni | John O’Leary                       | irischer Politiker der Irish Labour Party                                                        | 64    |       |
| 22. Juni | Hermann Brill                      | deutscher Politiker (USPD, SPD), MdR, MdB, Widerstandskämpfer gegen den Nationalsozialismus      | 64    |       |
| 22. Juni | Bruce Harlan                       | US-amerikanischer Wasserspringer                                                                 | 33    |       |
| 22. Juni | Karl Jäger                         | deutscher SS-Führer                                                                              | 70    |       |
| 22. Juni | Stojan Kanturow                    | bulgarischer Freiheitskämpfer                                                                    | 74    |       |
| 22. Juni | Tulsi Lahiri                       | indischer Dramatiker, Komponist, Schauspieler und Filmregisseur                                  | 62    |       |
| 22. Juni | Heinz Vopel                        | deutscher Radrennfahrer                                                                          | 51    |       |
| 22. Juni | Rudolf Zimmer                      | deutscher Politiker (Zentrum), MdL                                                               | 81    |       |
| 23. Juni | Johannes Dahl                      | deutscher katholischer Geistlicher, Generalpräses des Internationalen Kolpingwerkes              | 72    |       |
| 23. Juni | Cesare Maria De Vecchi             | italienischer Politiker, Weggefährte Mussolinis und Offizier                                     | 74    |       |
| 23. Juni | Jean Gallon                        | französischer Komponist und Kompositionslehrer                                                   | 80    |       |
| 23. Juni | Maria Gorczyńska                   | polnische Schauspielerin                                                                         | 60    |       |
| 23. Juni | Fritz Kraemer                      | deutscher SS-Brigadeführer und Generalmajor der Waffen-SS und Polizei                            | 58    |       |
| 23. Juni | Boris Vian                         | französischer Schriftsteller, Ingenieur, Jazztrompeter, Chansonnier, Schauspieler und Übersetzer | 39    |       |
| 23. Juni | Arthur Weil                        | französischer Rabbiner                                                                           | 79    |       |
| 24. Juni | Theophil Hackethal                 | deutscher SS-Arzt                                                                                | 75    |       |
| 24. Juni | Hans Peter                         | deutscher Ökonom                                                                                 | 61    |       |
| 24. Juni | Walter Porstmann                   | Ingenieur                                                                                        | 73    |       |
| 24. Juni | Eduard Rodermund                   | deutscher politischer Aktivist und Wirtschaftsfunktionär                                         | 59    |       |
| 24. Juni | Heinrich Wagner                    | deutscher Schachspieler                                                                          | 70    |       |
| 24. Juni | Willy Weber                        | deutscher Kunstmaler                                                                             | 63    |       |
| 24. Juni | Ernst Witschi                      | Schweizer Architekt                                                                              | 78    |       |
| 25. Juni | Dirkie Binneman                    | südafrikanischer Radrennfahrer                                                                   | 40    |       |
| 25. Juni | Gregor Michailowitsch Fichtenholz  | russischer Mathematiker                                                                          | 71    |       |
| 25. Juni | Hans Jiricek                       | österreichischer Politiker (SPÖ), Abgeordneter zum Nationalrat                                   | 70    |       |
| 25. Juni | Henri Manhès                       | französischer Oberst in der Résistance                                                           | 70    |       |
| 25. Juni | Charles Starkweather               | US-amerikanischer Serienmörder                                                                   | 20    |       |
| 25. Juni | Thomas Summersgill                 | englischer Radrennfahrer                                                                         | 86    |       |
| 26. Juni | Ron Gibson                         | britischer Autorennfahrer                                                                        | 54    |       |
| 26. Juni | Werner Jöhren                      | deutscher Politiker (DStP, CDU), Schriftsteller und Verleger                                     | 58    |       |
| 26. Juni | August Küster                      | deutscher Verbandsfunktionär und Industrieller                                                   | 60    |       |
| 26. Juni | Kurt Moeschter                     | deutscher Ruderer, Olympiasieger 1928                                                            | 56    |       |
| 26. Juni | Wilhelm Ulex                       | deutscher Offizier und General der Artillerie während des Zweiten Weltkrieges                    | 78    |       |
| 27. Juni | Elias von Bourbon-Parma            | österreichischer Adliger                                                                         | 78    |       |
| 27. Juni | John Gunn                          | australischer Politiker (Labor Party), Premierminister von South Australia                       |       |       |
| 27. Juni | Charles Francis Laseron            | australischer Naturwissenschaftler und Malakologe                                                | 71    |       |
| 27. Juni | Giovanni Pastrone                  | italienischer Filmregisseur, Drehbuchautor, Schriftsteller, Schauspieler                         | 75    |       |
| 27. Juni | Walter Schriel                     | deutscher Geologe und Hochschullehrer                                                            | 66    |       |
| 28. Juni | Max Buset                          | belgischer Politiker                                                                             | 63    |       |
| 28. Juni | Adolf Ihde                         | deutscher Jurist und Politiker                                                                   | 78    |       |
| 28. Juni | Johannes Leonhardt                 | deutscher Mineraloge                                                                             | 66    |       |
| 28. Juni | Hermann Leopoldi                   | österreichischer Komponist, Kabarettist und Klavierhumorist                                      | 70    |       |
| 28. Juni | Luis Pérez Hernández               | kolumbianischer römisch-katholischer Ordensgeistlicher, Bischof von Cúcuta                       | 64    |       |
| 28. Juni | Christian Svendsen                 | dänischer Turner                                                                                 | 68    |       |
| 29. Juni | Hedwig Brecher-Eibuschitz          | österreichische Malerin und Grafikerin                                                           | 78    |       |
| 29. Juni | Aurelie Deffner                    | bayerische Politikerin                                                                           | 77    |       |
| 29. Juni | Ernst Peter Huber                  | Kunstmaler                                                                                       | 58    |       |
| 29. Juni | Friedrich F. G. Kleinwächter       | österreichischer Jurist und Publizist                                                            | 82    |       |
| 29. Juni | Johannes Knorr                     | deutscher Politiker                                                                              | 71    |       |
| 29. Juni | Geert Lotsij                       | niederländischer Ruderer                                                                         | 81    |       |
| 29. Juni | Hermann Linkenbach                 | deutscher Reiter                                                                                 | 70    |       |
| 29. Juni | Paul Rosenberg                     | französischer Sammler und Kunsthändler                                                           | 77    |       |
| 29. Juni | Virgilio Scarabelli                | uruguayischer Geiger, Dirigent und Musikpädagoge                                                 | 90    |       |
| 30. Juni | Gyula Grosz                        | Arzt                                                                                             | 80    |       |
| 30. Juni | Lazare Saminsky                    | russisch-jüdischer Komponist                                                                     | 76    |       |
| 30. Juni | José Vasconcelos                   | mexikanischer Politiker, Schriftsteller und Philosoph                                            | 77    |       |
| Juni     | Franzjosef Klemm                   | deutscher Maler, Bildnismaler                                                                    | 76    |       |